# Youngman

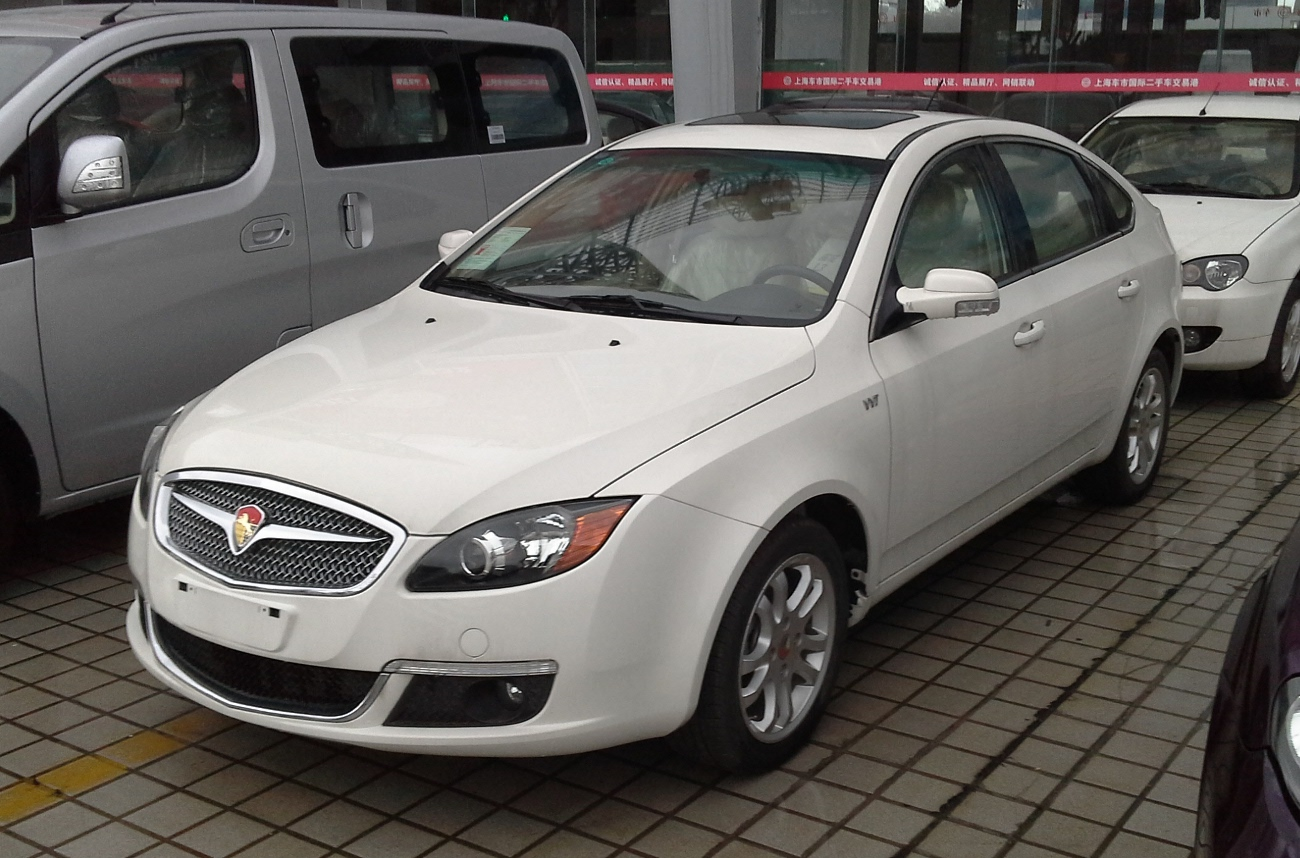
Personbil tillverkad av Youngman

Youngman (kinesiska: 青年汽车) är en kinesisk fordonstillverkare baserad i Jinhua i provinsen Zhejiang. Företaget grundades 1952 av Pang Qingnian och tillverkar idag personbilar, lastbilar och bussar. Tillverkningen sker huvudsakligen genom samriskavtal med andra tillverkare. Pang Qingnian är fortfarande styrelsens ordförande, medan dottern Rachel Pang innehar posten som VD.
Bussar tillverkar man idag tillsammans med Neoplan och MAN. Export av dessa sker till bland annat Ryssland och Mellanöstern. Personbilarna tillverkas genom avtal med bland andra Lotus, Europestar/Proton och Iran Khodro.
Företaget har uttryckt intresse av det tidigare svenska bilmärket Saab, även efter dess konkurs i december 2011.